# Zwaardvechter

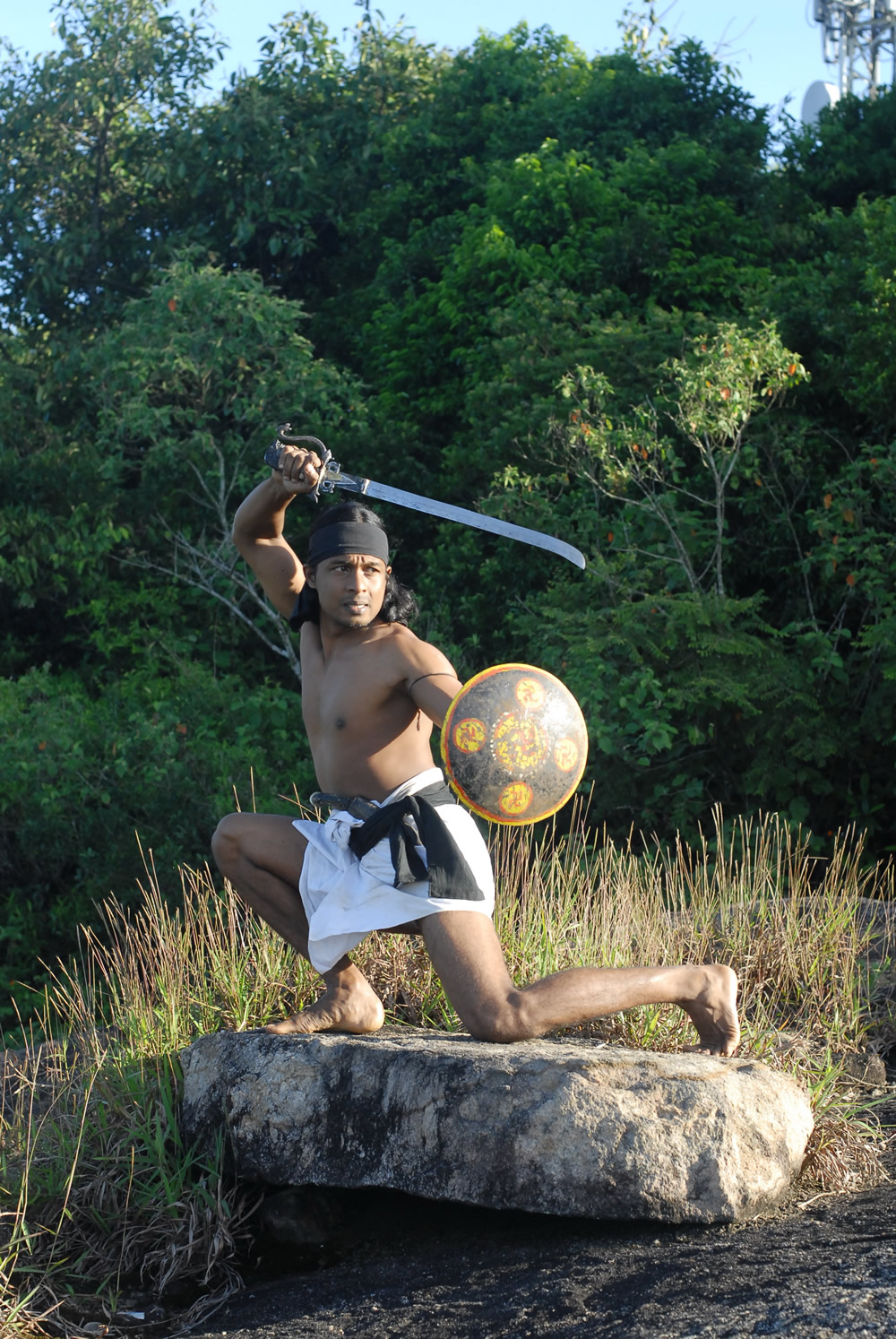
Zwaardvechter

Een zwaardvechter is iemand die vecht met een zwaard. De term kan worden gebruikt voor meerdere (historische) figuren zoals:
- Gladiator
- Samoerai
- Battousai (fictief uit de mangaserie Rurouni Kenshin)
- Ridder

Een afgeleide naam is Hildebrand. De naam is van Germaanse oorsprong en bestaat uit twee elementen: hilti = strijd (vergelijk ons woord held), en brant/prand = (vlammend/ vurig / schitterend) zwaard. De betekenis kan dus worden geïnterpreteerd als: vurig zwaardvechter, held met het zwaard, vurig strijder, zwaardvechter etc.

## Bekende zwaardvechters
- Musashi Miyamoto (1584-1645)[1]
  - Fictieve afgeleid persoon Miyamoto Usagi uit de stripreeks Usagi Yojimbo
- Kamiizumi Nobutsuna (ca. 1508-1577)
- Bob Anderson (zwaardvechter) (1922-2012)
- Johannes Lichtenauer (ca. 1320-?)[2]
- Fictief personage Yen Che-Hsia[3]
- Fictief personage Zorro